# Robert Arias
Robert Arias (ur. 18 marca 1980) – kostarykański piłkarz występujący na pozycji obrońcy.

## Kariera klubowa
Arias karierę rozpoczynał w 1999 roku w zespole CS Herediano. Spędził tam 12 lat, a w 2011 roku odszedł do klubu Municipal Pérez Zeledón.

## Kariera reprezentacyjna
W reprezentacji Kostaryki Arias zadebiutował w 2001 roku. W tym samym roku został powołany do kadry turniej Copa América. Nie zagrał jednak na nim w żadnym meczu, a Kostaryka odpadła z turnieju w ćwierćfinale.
W drużynie narodowej Arias rozegrał łącznie 7 spotkań, wszystkie w 2001 roku.